# Guido del Mestri

Kardinálský znak Guido del Mestriho

Guido kardinál del Mestri (13. ledna 1911, Banja Luka – 2. srpna 1993, Norimberk) byl italský římskokatolický kněz, nuncius v Německu a kardinál.
Pocházel z italského šlechtického rodu v Banja Luce. Po absolvování Papežské diplomatické akademie byl vysvěcen na kněze 11. dubna 1936. Od roku 1940 působil na nunciaturách v evropských zemích, mj. v Rumunsku. Rumunské komunistické úřady ho v roce 1950 vyhostily ze země. Následně pracoval na nunciaturách v Jordánsku, Libanonu, Německu a v několika afrických zemích.
Dne 28. října 1961 byl jmenován titulárním arcibiskupem. Biskupské svěcení přijal 31. prosince téhož roku v Nairobi. V roce 1967 se stal apoštolským delegátem v Mexiku, v letech 1970 až 1975 zastával funkci pronuncia v Kanadě. V roce 1975 ho papež Pavel VI. jmenoval nunciem v Německu. Do kardinálské hodnosti ho povýšil papež Jan Pavel II. při konzistoři 28. června 1991.